# Balthasar-Neumann-Preis
Der Balthasar-Neumann-Preis ist ein seit 1994 ausgelobter deutscher Architekturpreis.

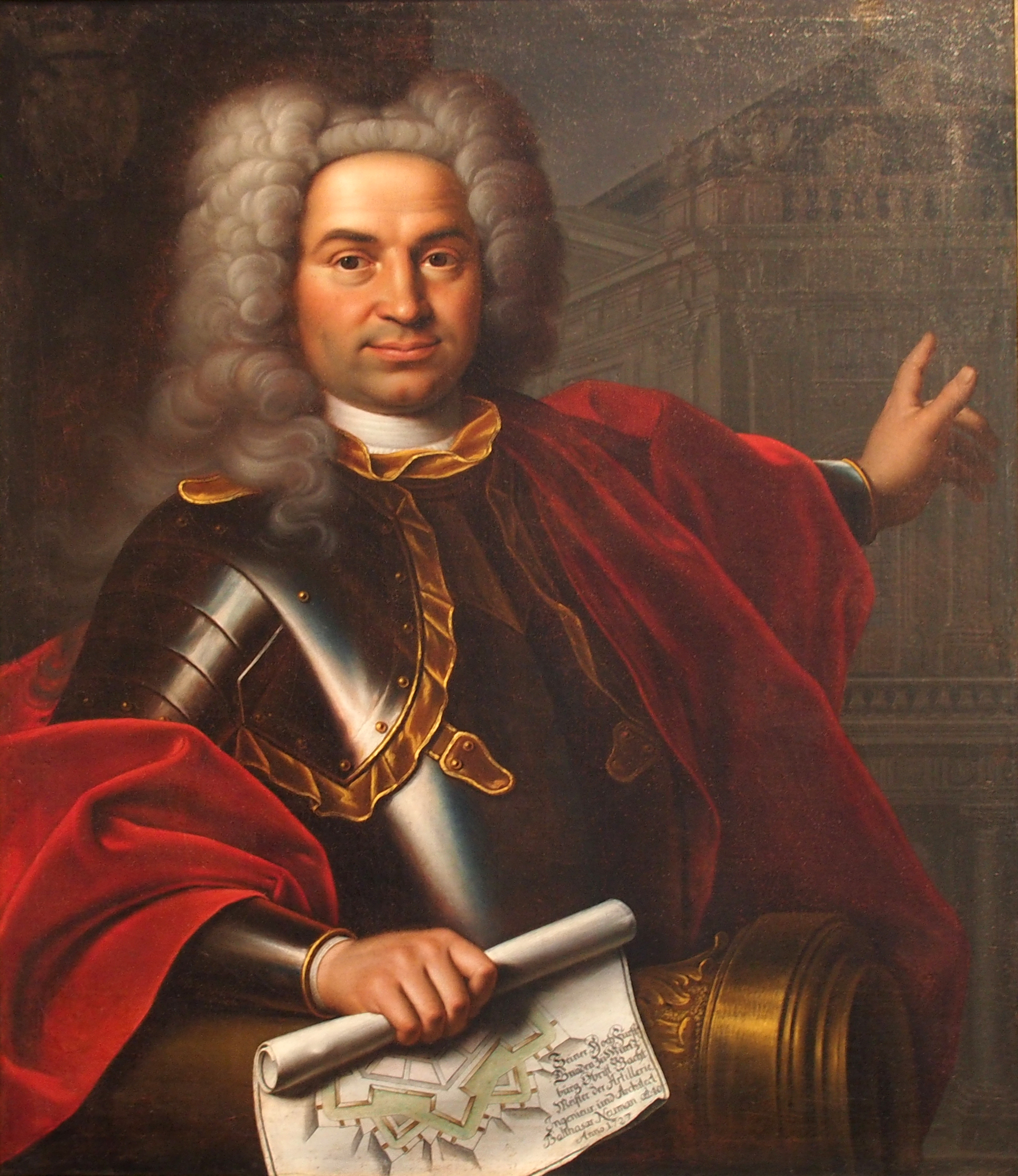
Balthasar Neumann ist Namensgeber für den Balthasar-Neumann-Preis, Gemälde von Markus Friedrich Kleinert (1727)

## Geschichte
Von 1994 bis 2008 wurde der nach Balthasar Neumann benannte Preis alle zwei Jahre von der db deutsche bauzeitung und dem Bund Deutscher Baumeister, Architekten und Ingenieure (BDB) verliehen. Johann Balthasar Neumann war Baumeister in Würzburg. Als Architekt und Ingenieur, offiziell Oberingenieur und fürstbischöflicher Baudirektor, gilt er als der große Vollender des Barocks.
Seit 2014 wird der Preis alle zwei Jahre von der Deutschen BauZeitschrift und dem BDB ausgelobt und verliehen.
Ausgezeichnet werden realisierte Bauprojekte, die eine beispielhafte, innovative und über technisch etablierte Standards hinausgehende Zusammenarbeit verschiedener Fachdisziplinen wie Architektur, Tragwerksplanung und Technische Gebäudeausrüstung (TAB) zeigen. Außerdem sollen die Parameter nachhaltigen Bauens (Energieeffizienz usw.) berücksichtigt werden.
Teilnahmeberechtigt sind Architekten und Ingenieure, deren Sitz sich in Europa befindet. Mussten sich die ausgeführten Projekte bei früheren Ausschreibungen noch innerhalb Europas befinden, können mittlerweile auch internationale Projekte eingereicht werden. Die Fertigstellung eines Objektes darf nicht länger als zwei Jahre zurückliegen.
Die Preisverleihung fand ursprünglich zumeist im Fürstensaal der von Balthasar Neumann erbauten Residenz in Würzburg statt.

## Preisträger
Quellen:
| Jahr | Preis               | Bauwerk                                   | Ort               | Architekt                                            | Bauingenieur                                                    | Fotografie |
| ---- | ------------------- | ----------------------------------------- | ----------------- | ---------------------------------------------------- | --------------------------------------------------------------- | ---------- |
| 1994 | Preis               | Produktionshalle Wilkhahn                 |                   | Thomas Herzog und Partner                            | Sailer Stepan und Partner                                       |            |
| 1994 | Anerkennung         | Mehrzweckhalle                            | Rottenburg        | Ackermann und Raff                                   | Hans Ulrich Ströbel                                             |            |
| 1994 | Anerkennung         | Passagierterminal                         | Flughafen Hamburg | Gerkan, Marg und Partner                             | Joachim Kockjoy, Weber und Poll, Peter Andres, Ridder und Meyen |            |
| 1996 | Preis               | Bürogebäude                               | Würzburg          | Weber und Geissler                                   | Marcus Püttmer, Götz GmbH, Rudi Wolff                           |            |
| 1998 | Preis               | Werkhalle und Verkaufsgebäude Brandl      | Eitensheim        | Homeier und Richter mit Lichtplaner Walter Bamberger | Johann Grad                                                     |            |
| 2000 | Preis               | Distributionszentrum Kaufmann Holz AG     | Bobingen          | Florian Nagler                                       | Merz, Kaufmann und Partner                                      |            |
| 2000 | Anerkennung         | Expo Halle 13                             | Hannover          | Ackermann und Partner                                | Schlaich, Bergermann und Partner                                |            |
| 2000 | Anerkennung         | Audi Entwicklungszentrum                  | Ingolstadt        | Fink+Jocher                                          |                                                                 |            |
| 2002 | Preis               | Kulturspeicher                            | Würzburg          | Brückner & Brückner                                  | Ingenieurbüro ABI                                               |            |
| 2004 | Preis               | Millennium Bridge                         | Gateshead         | Wilkinson Eyre                                       | Gifford Engineers                                               |            |
| 2004 | Anerkennung         | Markthalle Gerberplatz                    |                   |                                                      |                                                                 |            |
| 2004 | Anerkennung         | Kulturhaus Schloss Großenhain             | Großenhain        | Jörg Springer                                        |                                                                 |            |
| 2004 | Anerkennung         | Blockheizkraftwerk und Verwaltungsgebäude | Luxemburg         |                                                      |                                                                 |            |
| 2006 | Preis               | Gedenkstätte Sachsenhausen Station Z      | Sachsenhausen     | HG Merz Architekten                                  | IGB Ingenieurbüro                                               |            |
| 2006 | Besondere Würdigung |                                           |                   | Stiftung Frauenkirche Dresden                        |                                                                 |            |
| 2006 | Anerkennung         | Viaduc de Millau                          | Millau            | Norman Foster                                        | Michel Virlogeux                                                |            |
| 2006 | Anerkennung         | Bundesumweltamt                           | Dessau            |                                                      |                                                                 |            |
| 2006 | Anerkennung         | Kirchenzentrum Messestadt                 | München-Riem      |                                                      |                                                                 |            |
| 2008 | Preis               | Mahnmal 11. März am Atocha-Bahnhof Madrid |                   | FAM Arquitectura y Urbanismo SLP                     | Schlaich Bergermann Partner                                     |            |
| 2008 | Anerkennung         | Letzigrund Stadion                        | Zürich            |                                                      |                                                                 |            |
| 2008 | Anerkennung         | Gemeindezentrum Ludesch                   |                   |                                                      |                                                                 |            |
| 2008 | Anerkennung         | Dokumentationshaus Hinzert                |                   |                                                      |                                                                 |            |
| 2008 | Anerkennung         | Straßenbahnhaltestelle                    | Alicante          |                                                      |                                                                 |            |
| 2008 | Anerkennung         | Weingut Gantenbein                        | Fläsch            |                                                      |                                                                 |            |

- [9][10]
- 2010: nicht vergeben (es hatte einen Rechtsstreit um das Markenrecht/Titelschutz gegeben).[11]
- 2012: nicht vergeben[12]
- 2014: Landesarchiv NRW in Duisburg. Umbau eines Speichergebäudes aus den 1930er Jahren im Duisburger Hafen (Ortner & Ortner Baukunst (Manfred Ortner, Laurids Ortner)), Bauingenieur: Turm OSD (office for structural design, Frankfurt), wellenförmiger sechsgeschossiger Neubau LWS Ingenieurgesellschaft Duisburg, TGA Arup, Auszeichnungen: Hans Sachs Haus in Gelsenkirchen, Braakhafenbrücke in Hamburg (Architekten WilkinsonEyre), Neue Gymnasium in Bochum, der Lifecycle Tower LCT One und Kunstmuseum Ravensburg
- 2016: Katholische Kirche St. Trinitatis in Leipzig (Schulz und Schulz), Künstlerische Gestaltung Jorge Pardo, Falk Haberkorn (Kirchenfenster), Bauingenieur: Seeberger Friedl Planungsgesellschaft, und Büro für Baustatik Benno, Dominik und Mathias Förtsch Ingenieur Partnerschaftsgesellschaft, Bauphysik/Nachhaltigkeit Michael Lange Ingenieurgesellschaft Berlin, ee concept, Auszeichnungen: Hilti Innovation Center in Schaan von Giuliani Hönger, Dreischeibenhaus Düsseldorf, Deutsche Schule in Madrid und ZOB Pforzheim.
- 2018: Testturm von Thyssen-Krupp in Rottweil (Werner Sobek, Helmut Jahn), Bauingenieur: Werner Sobek, Energie- und Nachhaltigkeitskonzept WSGreen Technologies (Werner Sobek), Auszeichnungen: Rathaus Freiburg, Umbau Hofgut Karpfsee in Bad Heilbrunn und Salzlagerhalle in Geislingen an der Steige[13]
- 2021: Kindertagesstätte Karoline Goldhofer in Memmingen (heilergeiger). Auszeichnungen: Initiative Rising Star – Schulgebäude für Hopley in Harare (Simbabwe) von Ingenieure ohne Grenzen, Adidas World of Sports ARENA in Herzogenaurach und Dialogicum von dm in Karlsruhe[14]
- 2023: CampusRO (ACMS Architekten); Anerkennungen: Holzstrohhaus St. Wunibald (Hirner & Riehl), Getreidespeichers mit Verladebrücke in Hamburg (SEHW Architektur), Kreisarchivs Viersen (DGM Architekten), Eingangsgebäude für das Freilichtmuseum Hagen (Schnoklake Betz Dömer Architekten); Jury: Jutta Albus, Peter Geiger, Silke Lange, Boris Peter, Katja Reich, Ernst Uhing
- 2025: Hobelwerk Baufeld D, Oberwinterthur (Pascal Flammer); Anerkennungen:; Jury: Annette Hafner, Michaela Lambertz, Mikala Holme Samsøe, Lucio Blandini, Christian Schlüter-Vorwerg, Christoph Schild, Michael Schuster